# Gaspard e Robinson
Gaspard e Robinson (Gaspard et Robinson) è un film del 1990 diretto da Tony Gatlif.

## Trama
L'anziana Jeanne viene abbandonata sul ciglio di una strada nei pressi di una spiaggia nel sud-ovest della Francia. Al suo risveglio è disorientata e dopo aver trovato un riparo di fortuna per la notte, il giorno seguente ottiene aiuto da Robinson che la prende con sé.
Robinson vive con Gaspard, in una casa nei pressi del faro, che dà direttamente sulla spiaggia. I due hanno un commercio di sedie usate, vivono di espedienti e piccoli furti, e stanno pianificando l'apertura di un bar in vista della prossima stagione estiva.
Robinson non ha mai avuto una famiglia ed è molto sensibile di fronte a tutte le situazioni di indigenza. Gaspard lo sa e non accetta di mettersi in casa un'anziana, per di più svampita, ma alla fine è costretto a cedere. 
Gaspard ha alle spalle una storia d'amore finita male e il trauma, mai superato, lo assale periodicamente, e solo Robinson riesce a consolarlo.
La presenza nelle vicinanze di una giovanissima ragazza senza tetto e della sua piccola figlia muove nuovamente a compassione Robinson. Gaspard, alle prese con continui problemi economici, teme per il futuro bar e pure incoraggiando l'amico a farsi avanti con la ragazza, si oppone fermamente a qualsiasi tipo di assistenza.
Ma un incidente sfiorato con la piccola Eve, gli fa scoprire che la madre ha bisogno di cure. Portata in ospedale, è lo stesso Gaspard a dare il proprio indirizzo, quando è richiesta la registrazione della residenza della giovane Rose.
Quindi, ristabilitasi, viene effettivamente accolta nella casa di Robinson e Gaspard ormai pronta per trasformare il proprio piano terra in un bar.
Gaspard, all'insaputa di tutti, vende il proprio camioncino e acquista la licenza del bar. Lascia poi la stessa insieme a un messaggio di addio, conscio che l'amico ha appena costituito quella famiglia che ha sempre sognato, e che per lui però il destino è altrove.
Robinson proverà invano a rintracciarlo. Lo seguirà solo il suo cagnolino.